# Volksbank-Raiffeisenbank Bayreuth
Die Volksbank-Raiffeisenbank Bayreuth eG war eine deutsche Genossenschaftsbank mit Sitz in Bayreuth (Bayern). 

## Geschichte
Die Volksbank-Raiffeisenbank Bayreuth eG wurde 1893 gegründet. Im Jahre 2017 wurde die Bank auf die VR Bank Hof eG verschmolzen. Gleichzeitig nahm die VR Bank Hof eG den neuen Firmennamen VR Bank Bayreuth-Hof eG an.

## Rechtsgrundlagen
Rechtsgrundlagen der Bank waren ihre Satzung  und das Genossenschaftsgesetz. Die Organe der Genossenschaftsbank waren der Vorstand, der Aufsichtsrat und die Vertreterversammlung. Die Bank war der Sicherungseinrichtung des Bundesverbandes der Deutschen Volksbanken und Raiffeisenbanken e.V. angeschlossen.

## Niederlassungen
Die Volksbank-Raiffeisenbank Bayreuth eG unterhielt 23 Niederlassungen. 
Koordinaten: 49° 56′ 50,1″ N, 11° 34′ 36,2″ O